# 百眼笋螺
百眼笋螺（学名：Terebra argus），是新腹足目笋螺科笋螺属的一种。主要分布于印度尼西亚、台湾，常栖息在浅海。